# ZAP Music
ZAP Music is een Zwitsers platenlabel, dat elektronische muziek (zoals house en trance) uitbrengt. Het label werd rond 1998 opgericht, de eerste release was een cd van DJ Boombastic A. Andere musici die hierop uitkwamen zijn DJ Noise, Chris Brann, Sir Colin, DJ Subsonic, Deep Bros., Mike Levan en DJ Nonsdrome. 